# 66e Reservekorps (Wehrmacht)
Het Duitse 66e Reservekorps (Duits: Generalkommando LXVI. Reservekorps) was een Duits legerkorps van de Wehrmacht tijdens de Tweede Wereldoorlog. Het korps werd alleen ingezet in het Frankrijk.

## Krijgsgeschiedenis

### Oprichting
Het 66e Reservekorps werd opgericht op 21 september 1942 in Gießen in Wehrkreis IX.

### Inzet

Bezette zones van Frankrijk

Het korps werd gevormd met als taak het leiden van Reservedivisies onder OB West. Na zijn opstelling werd het korps op 27 september naar Nancy verplaatst. En tussen 23 en 27 oktober 1942 volgde weer een verplaatsing, nu naar Montargis op de Demarcatielijn. Van 11 tot 30 november nam het korps deel aan de bezetting van Vichy-Frankrijk. Daarna werd het korps naar Clermont-Ferrand verplaatst en bleef in Zuid-Frankrijk voor bezettingsdoeleinden, rekruten trainen als vervanging, grens-bescherming aan de Spaans-Franse grens en bewaking van de Middellandse Zee kust (tussen Montpellier en Marseille). Op 29 juni 1943 werd uit delen van het korps het 76e Legerkorps gevormd. Op zowel 1 februari als 31 maart 1944 beschikte het korps voor zijn taken over de 158e, 159e en 189e Reservedivisies.

Het 66e Reservekorps werd op 5 augustus 1944 in Clermont-Ferrand omgedoopt in 66e Legerkorps.

## Bovenliggende bevelslagen
| Leger              | Legergroep     | Plaats/regio     | Begin             | Eind             |
| ------------------ | -------------- | ---------------- | ----------------- | ---------------- |
| direct onder bevel | Heeresgruppe D | Nancy            | 27 september 1942 | 27 oktober 1942  |
| direct onder bevel | Heeresgruppe D | Montargis        | 27 oktober 1942   | 30 november 1942 |
| direct onder bevel | Heeresgruppe D | Clermont-Ferrand | 30 november 1942  | 28 april 1944    |
| direct onder bevel | Heeresgruppe G | Clermont-Ferrand | 28 april 1944     | 5 augustus 1944  |

## Commandanten
| Rang                   | Naam           | Begin             | Eind             |
| ---------------------- | -------------- | ----------------- | ---------------- |
| Generalleutnant        | Erich Marcks   | 21 september 1942 | 1 oktober 1942   |
| ??                     | ??             | 1 oktober 1942    | 12 november 1942 |
| General der Infanterie | Baptist Knieß  | 12 november 1942  | 10 mei 1943      |
| Generalleutnant        | Otto Roettig   | 10 mei 1943       | 15 juni 1943     |
| General der Infanterie | Baptist Knieß  | 15 juni 1943      | 7 september 1943 |
| General der Infanterie | Wilhelm Wetzel | 7 september 1943  | 20 december 1943 |
| General der Artillerie | Walther Lucht  | 20 december 1943  | 5 augustus 1944  |